# Port Campbell National Park
Park Narodowy Port Campbell (Port Campbell National Park) – park narodowy położony w Australii, w stanie Wiktoria. Zajmuje pas nadbrzeżnego płaskowyżu, opadającego wysokim, ponad 100-metrowym klifem ku spienionym przez przybój wodom Oceanu Indyjskiego. Silne falowanie zmienia krajobraz, tworząc malownicze formy skalne w postaci iglic, kopuł, łuków, grot i kipiących zatoczek (m.in. słynny Most Londyński zawalił się w styczniu 1990 roku, Nozdrze Wieloryba, Dwunastu Apostołów – po obsunięciu się jednej ze skał w 2005 roku pozostała już tylko ósemka Apostołów). Roślinność tworzą formacje trawiaste i zarośla eukaliptusowe. W faunie dominuje ptactwo morskie, na otwartym morzu obserwować można wieloryby.